# Cavalerii spanioli
Cavalerii spanioli este o pictură în ulei pe pânză din perioada 1859 realizată de pictorul francez Édouard Manet, aflată acum la Musée des Beaux-Arts din Lyon.
La fel ca în Scena într-un atelier spaniol, lucrarea reutilizează elemente din copia lui Manet a Micilor Cavalieri, cum ar fi cele două personaje ale sale - la acea dată acea lucrare i-a fost atribuită lui Diego Velázquez de către curatorii Muzeului Luvru. A preluat ușa deschisă din Las Meninas a lui Velázquez. Copilul din prim-plan din partea dreaptă este Léon Koëlla-Leenhoff, în vârstă de 7 sau 8 ani - a apărut și în Băiat cărând o sabie, pictură realizată de Manet.
A fost expusă pentru prima dată ca lucrarea 6 la Salonul de toamnă din 1905. Familia lui Manet a vândut lucrarea colecționarului de artă Cheramy. Ulterior a fost cumpărat de Raymond Tripier, un medic din Lyon, care l-a lăsat pe proprietarul său actual în 1917. Cataloagele Wildenstein îl menționează și pe dealerul de artă Paul Guillaume ca unul dintre ceilalți proprietari ai operei, deși acest lucru este puțin probabil, deoarece Guillaume s-a născut abia în 1891. A fost expus și la muzeul Cantini din Marsilia în 1961 ca lucrarea 27.